# Christianloppet
Christianloppet var ett årligt återkommande cykellopp under 2008 till 2010 längs Skånes västkust. Sträckan var Helsingborg – Malmö. Loppet hade fått sitt namn efter den danske kungen Kristian II och det gick fram över de platser där den skånska befolkningen på 1520- och 1530-talet utkämpade strider för att återinsätta den landsflyktige kungen på Danmarks tron. Loppet var av karaktären motionslopp.
Idén om ett årligt cykelarrangemang, som lyfter fram skånsk historia väcktes 2007. Initiativet till loppet kom från arkeologen Sven Rosborn och evenemangsarrangören Fredrik Håkansson med stöd av Fotevikens Museum och Skånska Akademien. Cykelfrämjandets Helsingborgs- och Malmöavdelningar anslöt sig och 2008 genomfördes det första loppet då 222 cyklister kom till start. År 2009 års lopp genomfördes med 428 registrerade cyklister. 
Loppet, som hölls första söndagen i september, startade vid Olympia i Helsingborg. I detta område led den skånska bondehären ett nederlag 1535 mot bland annat de soldater som den svenska kungen Gustav Vasa utsänt. Vid fyra kontrollstationer utmed banan utkämpades blodiga strider redan året 1525. Vid Bunketofta lund stupade omkring 3 000 bönder. I Landskrona innestängdes bondehären under ledning av Sören Norby. Borgeby slott intogs av bönderna och invid Uppåkra krossades bondehären med 1 500 stupade som följd. Loppet avslutades i Malmö i närheten av Malmöhus, ett slott som 1534 intogs av upprorsledaren Jörgen Kock.
Trots den historiska bakgrunden präglades loppet helt av motion, natur- och kulturupplevelser samt social samvaro.